# Anneli Furmark
Anneli Furmark (née le 1er avril 1962 à Vallentuna) est une auteure de bande dessinée suédoise.

## Biographie
Elle a grandi à Luleå, dans le nord de la Suède et a fait des études d'art à l'école des beaux arts d'Umeå.
Elle a reçu trois fois le prix Urhunden, principal prix de bande dessinée suédois récompendant un album : en 2005 pour l'album Amatörernas afton, en 2008 pour Jamen förlåt då et  en 2016 pour Hiver rouge. Elle a également reçu en 2010 le prix Adamson pour l'ensemble de son œuvre.

## Œuvres
- Labyrinterna och andra serier, Optimal Press, 2002.
- Tant Oro slår en signal, Seriefrämjandet, 2003.
- Amatörernas afton, Optimal Press, 2004.
- Jamen förlåt då, Kartago Förlag, 2007.
- August & Jag, Ordfront Galago, 2009.
- Fiskarna i havet, Kartago Förlag, 2010.
  - (fr) Peindre sur le rivage, Actes Sud, 2010  (ISBN 9782742792481).
- Jordens medelpunkt, Kartago Förlag, 2013.
  - (fr) Le Centre de la terre, Çà et là, 2013.
- Den röda vintern, Kartago Förlag, 2015.
  - (fr) Hiver rouge, Çà et là, 2015. Sélection officielle du Festival d'Angoulême 2016 et du Prix Artémisia 2016[1].
- En sol bland döda klot, Kartago Förlag, 2016.
  - (fr) Un soleil entre des planètes mortes, Çà et là, 2017.
- Närmare kommer vi inte (après le roman Nærmere kommer vi ikke de Monika Steinholm), Wibom Books, 2018.
- Gå med mig till hörnet, Ordfront Galago, 2020
  - Walk me to the corner, Çà et là, 2021. Sélection officielle du Festival d'Angoulême 2022

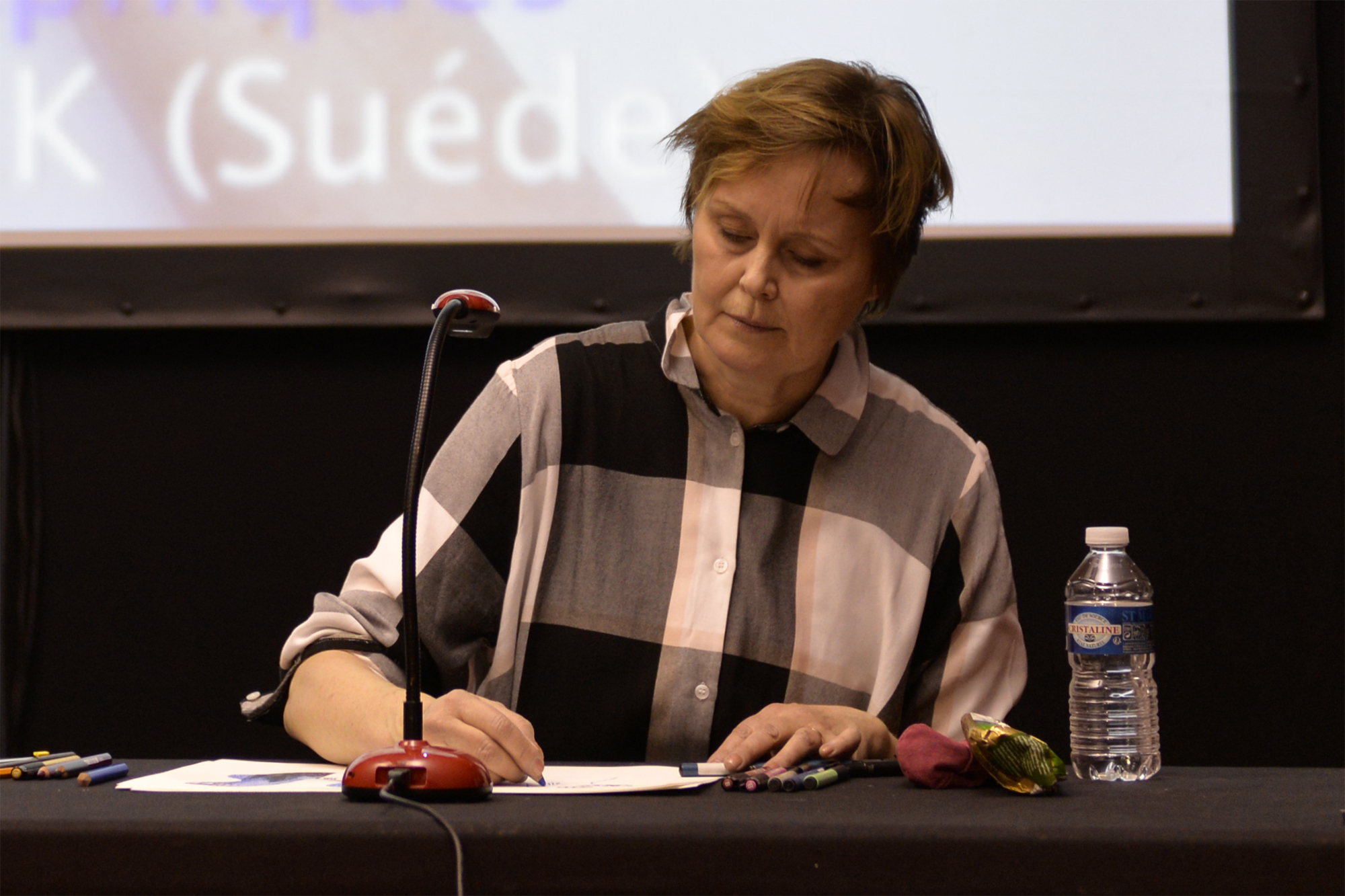
Anneli Furmark pendant une performance graphique au Festival d'Angoulême 2017.

## Prix
- 2005 : Prix Urhunden du meilleur album suédois pour Amatörernas afton
- 2008 : Prix Urhunden du meilleur album suédois pour Jamen förlåt då
- 2010 : Prix Adamson de la meilleure auteure suédoise pour l'ensemble de son œuvre
- 2016 : Prix Urhunden du meilleur album suédois pour Hiver rouge
- 2021 : Prix Urhunden du meilleur album suédois pour Walk me to the Corner